# Thomas Holdstock
Pour les articles homonymes, voir Holdstock.
Thomas Holdstock est un boxeur sud-africain né le 10 août 1894 et mort le 20 août 1970.

## Carrière
Aux Jeux olympiques de 1920 organisés à Anvers, Thomas Holdstock élimine le Norvégien Johan Clementz (en) au premier tour puis perd son quart de finale contre l'Américain Edward Eagan.